# Megumi Kagurazaka
Megumi Kagurazaka (神楽坂恵?, Megumi Kagurazaka; Aomori, 28 settembre 1981) è un'attrice giapponese.
È sposata con il regista Sion Sono e ha recitato in sette dei suoi film.

## Filmografia parziale
- Gakkô no kaidan (2007)
- Shin supai gâru daisakusen  (2008)
- Madobe no honkîtonku (2008)
- Puraido  (2009)
- Cold Fish, regia di Sion Sono (2010)
- Guilty of Romance, regia di Sion Sono (2011)
- Himizu, regia di Sion Sono (2011)
- Why Don't You Play In Hell?, regia di Sion Sono, (2013)
- The Whispering Star, regia di Sion Sono, (2015)